# Mizil
Mizil je rumunské město v župě Prahova, asi 35 km východně od Ploješti. Žije zde přibližně 13 tisíc obyvatel. Administrativní součástí města je i vesnice Fefelei.

## Části
- Mizil – 12 588[2] obyvatel
- Fefelei – 374 obyvatel